# Lise Wolf
Lise Wolf, født Lambrethsen (6. august 1911 på Frederiksberg – 7. marts 1988) var en dansk hofdame, gift med Johannes Wolf. 
Hun var datter af kontorchef i Landmandsbanken L.M. Lambrethsen (død 1937) og hustru Valborg f. Olsen (død 1962). Hun var hofdame hos H.M. Dronning Ingrid fra 1958. Hun blev gift 8. maj 1934 med slotsforvalter, ritmester Johannes Wolf.
Hun er begravet på Frederiksberg Ældre Kirkegård.